# Forte forte forte/A far l'amore comincia tu
Forte forte forte/A far l'amore comincia tu è il quindicesimo 45 giri della cantante pop italiana Raffaella Carrà, pubblicato ad aprile del 1976 dall'etichetta discografica CGD e distribuito dalle Messaggerie Musicali di Milano.

## Il disco
È sicuramente il singolo di maggior successo della cantante, soprattutto fuori dall'ambito nazionale. Subito ristampato già durante il primo mese dalla pubblicazione, visto l'enorme riscontro in Europa e oltre oceano.
Con oltre 20 milioni di copie, grazie al pezzo A far l'amore comincia tu, è diventato il 45 giri più venduto e conosciuto della soubrette nel mondo.
Entrambi i brani sono contenuti nell'album Forte forte forte dello stesso anno.

Hanno musiche composte da Franco Bracardi, mentre arrangiamenti e orchestrazione sono di Danilo Vaona.

## Forte forte forte
Fu usata come sigla di raccordo nella 36ª edizione della trasmissione radiofonica Gran varietà, in cui Raffaella era la conduttrice insieme a Paolo Villaggio. Forte forte forte venne inoltre utilizzata come sigla iniziale del programma televisivo Adesso musica del 1976. Il video della sigla è disponibile sul DVD nel cofanetto Raffica Carrà del 2007.
In Italia nel 1976 ha raggiunto la 38ª posizione nella classifica settimanale delle vendite.
Il testo, scritto da Cristiano Malgioglio, racconta di una donna e del suo rapporto vagamente sadomasochistico con il suo uomo.

### Versioni e successo internazionale
Il brano ebbe un buon riscontro in Germania, Francia e Spagna, paesi in cui oltre che in italiano, è stato pubblicato spesso mantenendo il titolo in italiano, ma sempre con il testo tradotto nelle rispettive lingue.

### Cover e remix
- 1983 - L'autore Cristiano Malgioglio, cover nell'album Bellissime.
- 1999 - La stessa Raffaella, remix in stile dance nell'album Fiesta - I grandi successi, idem in spagnolo con titolo Fuerte fuerte fuerte nell'album Fiesta - Grandes Éxitos per i mercati latini.
- 2015 - Bob Sinclar, nuovo remix intitolato Forte, utilizzata come sigla del talent show di Raffaella Forte forte forte, in onda da gennaio dello stesso anno su Rai 1.

## A far l'amore comincia tu
Nel 1977 è stato scelto anche come lato B del singolo Fiesta.
In Italia nel 1976 ha raggiunto la 14ª posizione nella classifica settimanale delle vendite.
Nel testo di Daniele Pace una donna spregiudicata, chiede alle donne di prendere l’iniziativa del sesso, riconfermando l'icona erotica di Raffaella nell'immaginario degli italiani.
Nel 2022 è stato inserito nella colonna sonora della seconda stagione di The White Lotus, insieme ad altri brani italiani.

### Versioni e successo internazionale
Oltre che in italiano, è stato pubblicato in:
- inglese, con il titolo Do It Do It Again[9] (testo Ann Reid Collin)[10] compare nel cofanetto Raffica - Balletti & Duetti del 2008.
- spagnolo, con il titolo En El Amor Todo Es Empezar[11] (testo Antonio Figueroa)[12]
- tedesco, con il titolo Liebelei[13] (testo Gerd Thumser)
- francese, con il titolo Puisque Tu L'Aimes, Dis Le Lui[14] (testo Ralph Bernet)
- finlandese, con il titolo Potki Potki Sa Vain, cover del cantante Kari Tapio.
- olandese, con il titolo Dans De Samba Met Mij, cover della cantante Irene Lardy.
- portoghese, con il titolo Alegria de Viver, cover del cantante Sidney Magal.
- portoghese, con il titolo Don Juanito de Carnival della band Luv'
- greco, con il titolo Σκόρπια φιλιά, cover della cantante Μπέσσυ Αργυράκη.
- turco, con il titolo Sakin Ha, cover della cantante Nez, e anche con il titolo Sakın Sakın Ha, cover della cantante Ajda Pekkan.
- ceco, con il titolo Nejhezčí Ráno Je Právě Tu, cover della cantante Yvetta Simonová.

La canzone ebbe un grande riscontro in Germania e Spagna, ma anche in Inghilterra dove riuscì ad entrare nella Top Ten dei dischi più venduti, seconda artista italiana a riuscire in questa impresa.
Al riguardo Raffaella si esibì da vivo nella storica trasmissione musicale Top of the Pops.
In Olanda rimase 13 settimane nella Nationale Hitparade, giungendo fino alla terza posizione.

### Cover e remix
- 1999 - La stessa Raffaella, remix in stile dance nell'album Fiesta - I grandi successi, idem in spagnolo nell'album Fiesta - Grandes Éxitos per i mercati latini.
- 2011 - Bob Sinclar, nuovo remix intitolato Far l'amore, diventato l'inno del Gay pride dello stesso anno[3] e utilizzato nella scena iniziale del film La grande bellezza di Paolo Sorrentino.[16]
- 2022 - Tananai con Rosa Chemical, cover in stile alternative dance intitolata Comincia tu, presentata durante la quarta serata del Festival di Sanremo 2022.

## Tracce
Edizioni musicali Sugar Music
Lato A
1. Forte forte forte[17] – 3:22 (testo: Cristiano Malgioglio – musica: Franco Bracardi)

Lato B
1. A far l'amore comincia tu[18] – 2:42 (testo: Daniele Pace – musica: Franco Bracardi)

## Classifiche
| Classifiche (1976/79) | Posizione massima |
| --------------------- | ----------------- |
| Belgio (Fiandre)      | 1                 |
| Belgio (Vallonia)     | 35                |
| Germania              | 4                 |
| Italia                | 14                |
| Paesi Bassi           | 3                 |
| Regno Unito           | 9                 |
| Spagna                | 2                 |
| Svizzera              | 3                 |
| Francia               | 20                |
| Canada                | 20                |